# Kärsö
Kärsö este o arie protejată (arie specială de conservare — SAC, sit de importanță comunitară — SCI) din Suedia întinsă pe o suprafață de 35,4 ha, integral pe uscat.

## Localizare
Centrul sitului Kärsö este situat la coordonatele 59°19′56″N 17°38′59″E / 59.3321°N 17.6496°E.

## Înființare
Situl Kärsö a fost declarat sit de importanță comunitară în decembrie 1998 pentru a proteja un număr necunoscut de specii din flora spontană și fauna sălbatică aflate în arealul zonei. Situl a fost protejat și ca arie specială de conservare în martie 2011.

## Biodiversitate
Situată în ecoregiunea boreală, aria protejată conține 2 habitate naturale: Păduri de conifere pe eskere fluvioglaciare sau legate la acestea, Lacuri eutrofice naturale cu vegetație de tip Magnopotamion sau Hydrocharition.
La baza desemnării sitului se află un număr nedeclarat de specii protejate.